# Richter auf Probe
Richter auf Probe ist in Deutschland ein Berufsrichter oder Staatsanwalt im Richterverhältnis auf Probe. Er ist noch nicht zum Richter auf Lebenszeit ernannt worden. Die früher amtliche und teilweise heute noch gebrauchte Bezeichnung ist Gerichtsassessor (kurz, aber mehrdeutig Assessor).
Richter auf Probe führen die Dienstbezeichnung „Richter“, im staatsanwaltschaftlichen Dienst die Dienstbezeichnung „Staatsanwalt“ (§ 19a Abs. 3 DRiG).
Wie jeder Berufsrichter steht der Richter auf Probe in einem öffentlich-rechtlichen Dienstverhältnis (Richterverhältnis). Wie jeder Richter ist er in seiner Rechtsprechung sachlich unabhängig, d. h. weisungsunabhängig. Allerdings kann er jederzeit ohne seine Zustimmung versetzt und unter gewissen Voraussetzungen entlassen werden.
Einstellungsvoraussetzung ist in allen Ländern der Bundesrepublik Deutschland die Befähigung zum Richteramt mit einer überdurchschnittlichen zweiten Staatsprüfung, in den meisten sogar einem sogenannten Prädikatsexamen. Bewerbungen sind in einigen Bundesländern an das Obergericht des zuständigen Gerichtszweigs oder an das zuständige Landesministerium zu richten.
Wer in der Regel mindestens drei Jahre als Richter auf Probe tätig war, kann durch das Justizministerium eines Landes zum Richter auf Lebenszeit ernannt werden. Die Probezeit dauert regelmäßig drei Jahre, spätestens nach fünf Jahren ist der Richter nach dem Deutschen Richtergesetz (§ 12 DRiG) auf Lebenszeit zu ernennen. Sofern der Richter auf Lebenszeit ernannt wird, kann er von seiner Stelle nur mit seiner Zustimmung oder auf seinen Wunsch versetzt werden.
Im ersten Jahr seiner Tätigkeit darf ein Richter auf Probe die folgenden richterlichen Tätigkeiten noch nicht ausüben:
- Insolvenz- und Restrukturierungssachen (§ 22 Abs. 6 Satz 1 GVG)
- Familiensachen (§ 23b Abs. 3 Satz 2 GVG)
- Betreuungssachen (§ 23c Abs. 2 Satz 2 GVG)
- Vorsitz eines Schöffengerichts (§ 29 Abs. 1 Satz 2 GVG)
- Jugendrichter (§ 37 Abs. 3 Satz 3 JGG)

Ebenso wenig kann ihm während dieser Zeit am Verwaltungsgericht ein Rechtsstreit als Einzelrichter übertragen werden (§ 6 Abs. 1 Satz 2 VwGO); in Verfahren nach dem AsylG verkürzt sich diese Frist auf sechs Monate (§ 76 Abs. 5 AsylG). Hatte ein Richter auf Probe noch nicht über einen Zeitraum von mindestens einem Jahr geschäftsverteilungsplanmäßig Rechtsprechungsaufgaben in bürgerlichen Rechtsstreitigkeiten wahrzunehmen, kann er nach § 348 Abs. 1 Satz 2 Nr. 1 ZPO bei einem Landgericht auch nicht originärer Einzelrichter sein. Bei Entscheidungen eines Kollegialgerichts darf nur ein Richter auf Probe mitwirken und auch nicht neben einem Richter kraft Auftrags mitentscheiden (§ 29 Abs. 1 DRiG) sowie nicht Vorsitzender sein (§ 28 Abs. 2 Satz 2 DRiG).
Zum Stichtag 31. Dezember 2018 gab es nach Vollzeitäquivalenten in Deutschland etwa 2570 Richter auf Probe. Dies entspricht 12,06 Prozent der gesamten Richterschaft. 58,04 Prozent der Richter auf Probe waren weiblich. An den Bundesgerichten gab es keine Richter auf Probe.